# Sagartiomorphidae
Sagartiomorphidae é uma família de cnidários antozoários da infraordem Thenaria, subordem Nyantheae (Actiniaria).

## Géneros
- Sagartiomorphe Kwietniewski, 1898